# Сен-Совёр-ан-Пюизе
Сен-Совёр-ан-Пюизе (фр. Saint-Sauveur-en-Puisaye) — муниципалитет во французском департаменте Йонна, в регионе Бургундия. Население — 951 (2008).
Расстояние до Парижа — 145 км, до Осера — 35 км.

## Известные жители
- Колетт — французская писательница.